# Аргумент из незнања
Аргумент из незнања (лат. Argumentum ad ignorantiam) је логичка грешка која настаје када се тврди да је нешто тачно само зато што није доказано да је нетачно или обрнуто. Другим речима, неко тврди да је у праву зато што не постоји објашњење у прилог супротном мишљењу или чак зато што су сва представљана објашњења доказано погрешна. У питању је логичка грешка зато што валидност неке тврдње зависи искључиво од доказа који се потрекљују или оповргавају, а не зато што се не може потврдити супротна или контрадикторна тврдња.
Аргумент из незнања се често свесно користи као оправдање за одређена веровања или жеље које нису потврђене емпиријским доказима. На пример, људи који верују у живот после смрти понекад наводе да верују зато што нема доказа за супротно иако нема доказа ни за њихову тврдњу. Грешка се јавља и када говорник одбија да изнесе доказе за своју тврдњу, већ тражи да његов саговорник изнесе доказе за супротно. Овај облик грешке се назива терет доказивања (лат. Onus probandi).

## Примери
- Не знамо шта су она светла на небу, те мора да су ванземаљци.

Само зато што не знамо шта је извор светла не значи да су ванземаљци. То и јесте проблем са неиндентификованим летећим објектом, јер чак и када се испостави да је стварно НЛО, само је успостављено да се не зна шта је.
- Не знамо како је настао живот на Земљи, зато мислим да га је Бог створио.

Опет само зато што се не зна како је настао живот, не значи да може бити било шта у питању. Оваква тврдња да је Бог створио живот, јер наука нема доказа се зове Бог празнина.